# Shomo Rock
Shomo Rock är en kulle i Antarktis. Den ligger i Östantarktis. Australien gör anspråk på området. Toppen på Shomo Rock är 1 455 meter över havet, eller 34 meter över den omgivande terrängen. Bredden vid basen är 1,5 km.
Terrängen runt Shomo Rock är platt åt nordväst, men åt sydost är den kuperad. Trakten är obefolkad. Det finns inga samhällen i närheten.